# Qニューロン
Qニューロン（英:quiescence-inducing neurons; Q neurons）は、マウス第3脳室周囲に存在するQRFP陽性神経細胞である。特に前腹側周室核・内側視索前野に存在するものを指す。
マウスにおいてQニューロンを活性化させると自然では見られない冬眠様の低体温・低代謝状態が誘起される。

## 概要
QRFP（pyroglutamylated RFamide peptide）は視床下部で特異的に発現するタンパク質である。領域としては前腹側周室核（anteroventral periventricular nucleus; AVPe）・内側視索前野（medial preoptic area; MPA）・脳室周囲核・外側視床下部（lateral hypothalamic are; LHA）に発現が見られる。
マウスでQRFP発現ニューロンを化学的に活性化させると約30分のうちに体温低下が始まる（平温38℃→25℃）。約2日間低体温が継続し、その後1週間かけて平温へと戻っていく。この効果をQRFP発現領域間で比較すると、AVPe・MPA・脳室周囲核の活性化は体温低下を引き起こし、 LHAの活性化は特に影響を及ぼさない。影響を及ぼすQRFP発現ニューロンはQニューロン、冬眠様の低体温・低代謝状態はQ ニューロン誘起性低体温・低代謝（Q-neuron-induced hypothermia and hypometabolism; QIH） と呼ばれる。

## 特性

### 神経伝達物質
Qニューロン集団はグルタミン酸作動性・GABA作動性・両作動性ニューロンを含んでいる（Glu 8割, GABA 1割弱, 両 1.5割）。GABA作動性Qニューロンのみを活性化すると数時間だけの弱い体温低下が起こり、Glu作動性Qニューロンのみを活性化すると立ち上がりの遅いQIHが起こる。

### マーカー
Qニューロンの多くはBDNF, Adcyap1, Ptger3（プロスタグランジンE3受容体）を発現している。

## QIH
Q ニューロン誘起性低体温・低代謝（Q-neuron-induced hypothermia and hypometabolism; QIH） の間、マウスは身体活動を抑制する。以下は低下が確認されている特性である。
- 体温
- 代謝
  - グルコース濃度
- 心拍
- 呼吸
- 脳活動（脳波）

これらの変化はすべて可逆的である（QIH終了後に組織へのダメージがみとめられない）。
QIHの初期段階では体温上昇を伴わない尾血管の拡張、すなわち能動的な体温低下がおきている。

## 回路
Qニューロンを含むQIH回路の全容は解明されていないが、Qニューロンの上流・下流ニューロンが同定されている。
Qニューロンへ投射する上流ニューロンはAVPe, VOLT, MnPO, Pe, MPA, VLPO, TC, PVNに細胞体が存在する。Qニューロン自体もAVPe, Peに存在するため、介在ニューロンに含む局所回路を持っていると考えられている。
Qニューロンの投射先にはAVPe, Pe, VOLT, MPA, SON, PBN, DMH, TMN MM, RPa, RVLM, LPB, LC, PAGが挙げられる。DMHへの投射はQIHへ強い影響をもち、RPaへの結合は比較的弱い影響をもつことがわかっている。